# Besuchetostes hindu
Besuchetostes hindu är en skalbaggsart som beskrevs av Renaud Maurice Adrien Paulian 1975. Besuchetostes hindu ingår i släktet Besuchetostes och familjen Hybosoridae. Inga underarter finns listade.